# Xyris torta
Xyris torta är en gräsväxtart som beskrevs av James Edward Smith. Xyris torta ingår i släktet Xyris och familjen Xyridaceae. Inga underarter finns listade i Catalogue of Life.